# Gens Nònia
La Gens Nònia va ser una gens romana d'origen plebeu que aparegué cap a final de la república i va tenir cada vegada més importància a partir del començament de l'Imperi. Els seus principals cognoms van ser Asprenat, Balb, Gal, Quintilià i Sufenat.
Alguns representants d'aquesta família van ser:
- Aulus Noni, magistrat
- Gai Noni Asprenat, amic d'August
- Marc Noni Balb, cònsol
- Marc Noni Sufenat, magistrat
- Noni Marcel, gramàtic del segle iv